# Jan K. Kube
Jan K. Kube (* 1949) ist ein deutscher Militariahändler und -auktionator. Seit 1969 betreibt er ein Spezialgeschäft für Militaria, Orden und Alte Waffen in München. Seit 1974 organisiert er Auktionen in diesem Bereich, die seit 1983 in Sugenheim stattfinden. Seit 1992 tritt Kube regelmäßig als Experte in der Sendung „Kunst und Krempel“ des bayerischen Rundfunks auf.
Die Auktionen finden auf dem Schloss im fränkischen Sugenheim statt, das seit 1975 im Besitz von Kube und seiner Frau Manuela ist und zwischen 1981 und 1983 saniert wurde. Das Schloss ist eine ehemalige gotische Wasserburg, die erstmals 1376 erwähnt wurde. Im Schloss befindet sich heute auch ein Spielzeugmuseum.
Weiterhin ist Kube Autor zweier Fachbücher und zahlreicher Fachaufsätze und gibt die uniformkundliche Zeitschrift „Die Tradition“ heraus. Im Mai 2014 wurde ihm zum 65. Geburtstag der „Seckendorffsche Hausorden“ verliehen.

## Veröffentlichungen (Auswahl)
- Militaria der deutschen Kaiserzeit: Helme und Uniformen 1871–1914, München, Keyser 1977, ISBN 3-87405-101-3, Reihe: Keysers Sammlerbibliothek.
- Militaria: ein Bilderbuch für Sammler und Freunde alter Helme und Uniformen, Friedberg/Hessen, Podzun-Pallas 1987, ISBN 3-7909-0304-3.